# Nikolaj Koppel
Nikolaj Koppel (ur. 6 marca 1969 w Gentofte) – duński pianista, dziennikarz muzyczny i osobowość telewizyjna. Jeden z trójki prowadzących 59. Konkurs Piosenki Eurowizji. 

## Życiorys
Jest absolwentem Królewskiego Konserwatorium Muzycznego w Kopenhadze, gdzie uzyskał dyplom w klasie fortepianu. Przez pierwsze dwa lata po studiach występował jako muzyk, lecz później skupił się na karierze dziennikarskiej. Jest związany z publicznym nadawcą radiowo-telewizyjnym Danmarks Radio. W latach 2009–2010 był jednym z jurorów w duńskiej edycji międzynarodowego formatu Got Talent. Od 2010 należy do zespołu DR P2, publicznego kanału radiowego poświęconego muzyce klasycznej, gdzie jest stałym prezenterem niedzielnych poranków, a od 2011 również redaktorem naczelnym tej anteny. Należy także do zespołu zarządzającego główną anteną radiową DR, DR P1. Równocześnie od 2005 jest dyrektorem muzycznym Ogrodów Tivoli, najchętniej odwiedzanego parku rozrywki w całej Skandynawii. 
W lutym 2014 DR ogłosiło, iż Koppel znalazł się w tercecie prowadzących, wspólnie z Pilou Asbæk i Lise Rønne produkowanego przez tego nadawcę Konkursu Piosenki Eurowizji 2014. Był najstarszym z trójki prezenterów i zarazem jedyną osobą w tym gronie o profesjonalnym przygotowaniu muzycznym.